# Typologie
Typologie is, of was, een benadering gericht op types, bijvoorbeeld een indeling in types, of naar types. Dat laatste kan door vergelijking met typische of typerende voorbeelden. Typologie wordt, of werd, in allerlei disciplines gebruikt, zodat de exacte invulling nogal kan verschillen. Een indeling gemaakt volgens een typologische methode heet wel een typologie. 

## Archeologie
In de archeologie verwijst de term naar een chronologische onderverdeling van een groep artefacten, die ook wel de typologische methode of typochronologie wordt genoemd. Oscar Montelius wordt beschouwd als de grondlegger hiervan.
Een typologie van bijvoorbeeld aardewerk wordt opgesteld op grond van (verschillen in) stilistische, morfologische en materiaaltechnische kenmerken gecombineerd met dateringsgegevens als stratigrafische positie van de artefacten. Het doel is om een zo compleet mogelijk overzicht van de evolutie van aardewerk van een bepaalde site of regio te vormen (een zogenoemde typologische sequentie of reeks), zodat deze als dateringsmodel gebruikt kan worden. Daarmee is typologie een van de methoden van relatieve datering. In de tijd dat de archeologische wetenschap nog geen absolute dateringsmethoden (zoals C14-datering) kende, was dit een veel gebruikte techniek voor het dateren van artefacten. W.M. Flinders Petrie was een van de pioniers op dit gebied met betrekking tot Egyptisch aardewerk.

## Architectuur
Typologie is ook een vakterm in de architectuur, waarbij het gaat om het bepalen van de typen die de primaire kern van de stedelijke elementen (bouwwerken, straten, buurten, e.d.) vormen.
Typologie heeft betrekking tot meerdere onderwerpen in de architectuur. Zo kunnen we spreken van de typologie van een stad, de typologie van stedelijke gebieden, de typologie van bouwwerken, de typologie van plattegronden of bijvoorbeeld de typologie van gevels, enzovoort.

## Psychologie
In de geschiedenis van de psychologie was het uitwerken van een typologie een manier om de persoonlijkheidskenmerken te beschrijven en in te delen. Aan elk "type", werden dan min of meer stabiele persoonlijkheidskenmerken toegeschreven, zodat men het gedrag ook enigszins meende te kunnen voorspellen. Bekende voorbeelden zijn:
- Atletisch - pyknisch - leptosoom type van Ernst Kretschmer
- de kubus van Heymans
- C.G. Jung, met zijn Psychologische Typen uit 1921

Met de opkomst van de experimentele psychologie, vooral vanaf de jaren 1970, verdween de aandacht voor de persoonlijkheidstypologieën.